# St. Vitus (Gammelsdorf)
Koordinaten: 48° 33′ 15,2″ N, 11° 56′ 45,8″ O

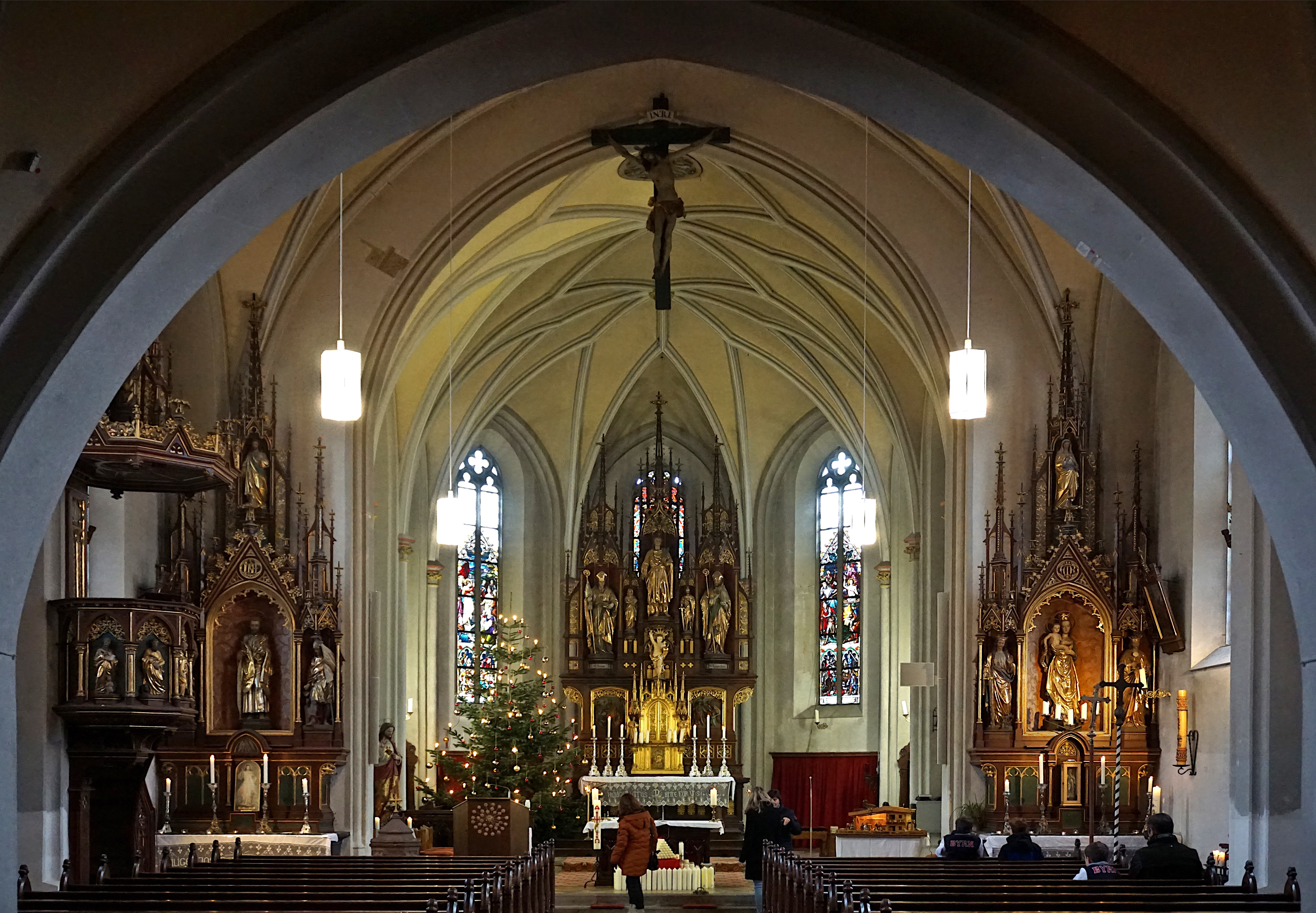
Innenraum der Kirche

Die römisch-katholische Pfarrkirche St. Vitus (auch St. Veit) in Gammelsdorf im oberbayerischen Landkreis Freising gehört zum Erzbistum München und Freising.

## Geschichte und Baubeschreibung
Die Gammelsdorfer St.-Vitus-Kirche wurde 1880/81 an der Stelle eines Vorgängerbaus im Stil der Neugotik durch den Baumeister Johann Baptist Niedereder errichtet. Es ist ein Backsteinbau, der an die spätgotischen Kirchen der sogenannten „Landshuter Schule“ erinnern soll.
Die Saalkirche mit eingezogenem Chor und einem Turm an der Nordseite verfügt über eine einheitliche Ausstattung. Altar und Kanzel wurden nach Entwurf des Münchner Architekten Joseph Elsner in dessen Werkstätten geschaffen. Die Brüstung der Westempore ist als Maßwerk gestaltet. Auf der Rückseite des Altars befindet sich ein Gemälde aus der Vorgängerkirche. Es stammt aus der ersten Hälfte des 19. Jahrhunderts und stellt den hl. Veit und seine Eltern dar. Ebenso aus der Vorgängerkirche stammen die Skulpturen der hll. Florian und Johannes d. T., die in das 18. Jahrhundert datiert werden sowie die Holzreliefs mit den 15 Geheimnissen des Rosenkranzes aus der ersten Hälfte des 19. Jahrhunderts.
Die 1880 geschaffenen Glasfenster zeigen im Scheitelfenster die Aufnahme des hl. Veit in den Himmel, in den Seitenfenstern werden Predigt und Martyrium des Heiligen dargestellt. Unterhalb befinden sich Szenen aus der Schlacht bei Gammelsdorf sowie die Wappen der bei der Schlacht beteiligten bayerischen Städte.

## Orgel

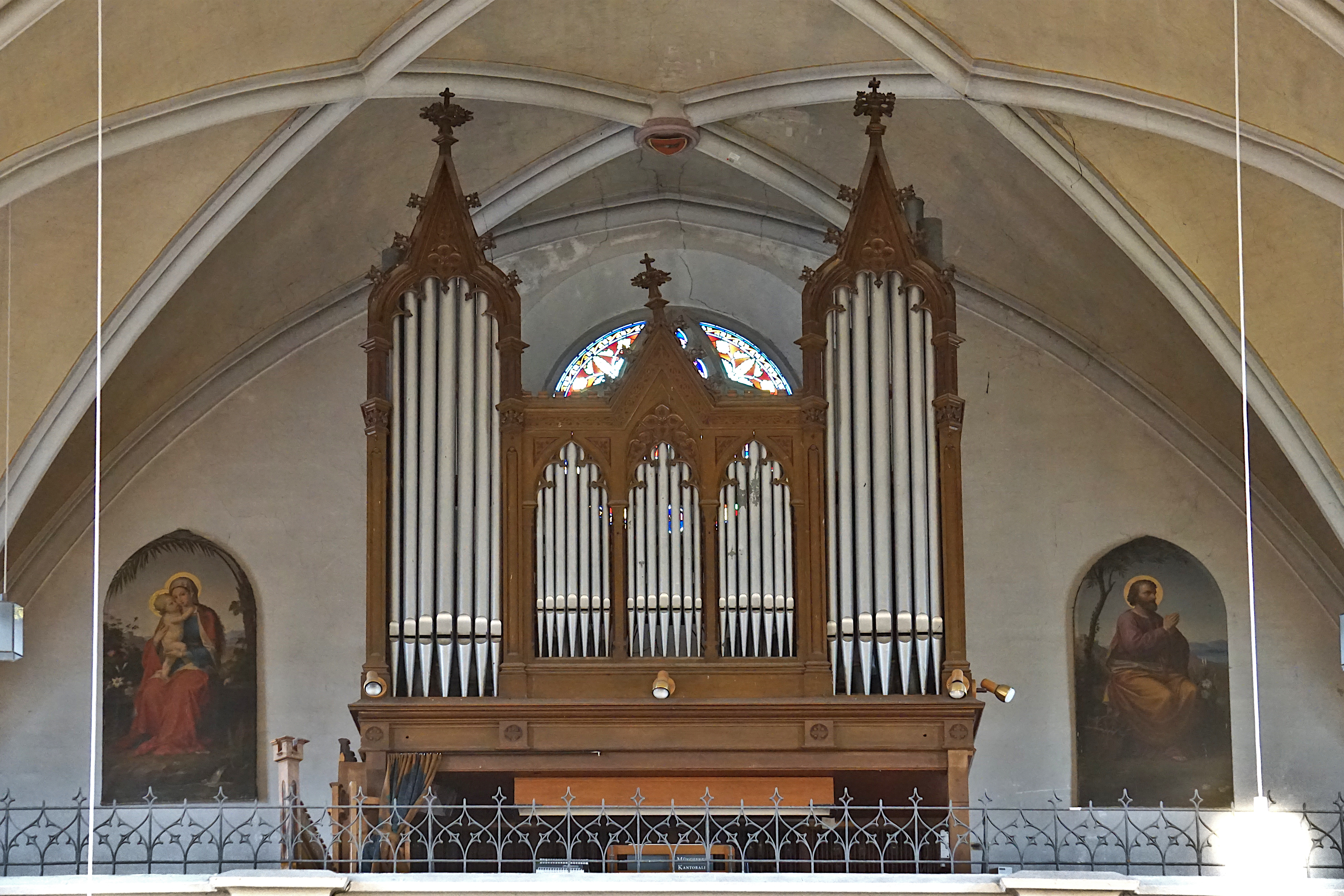
Orgel

Die pneumatische Kegelladen-Orgel mit 17 Registern auf zwei Manualen und Pedal wurde von Anton Staller im Jahr 1956 in das Gehäuse des Vorgängerinstruments von Franz Borgias Maerz aus dem Jahr 1882 eingebaut. Sie ist sein erstes nachweisbares Instrument. Die Disposition lautet:
| I Manual C–g3 |       |
| Principal     | 8′    |
| Rohrflöte     | 8′    |
| Octav         | 4′    |
| Gemshorn      | 4′    |
| Nasat         | 2 ⁄3′ |
| Mixtur IV     | 2′    |
| Trompete      | 8′    |

| II Manual C–g3    |       |
| Gedackt           | 8′    |
| Salicional        | 8′    |
| Nachthorn         | 4′    |
| Geigend Principal | 2′    |
| Quinte            | 1 ⁄3′ |
| Scharf III–IV     | 1′    |

| Pedal C–f1  |     |
| Subbaß      | 16′ |
| Octavbaß    | 8′  |
| Gedacktbaß  | 8′  |
| Choralflöte | 4′  |

- Koppeln: II/I, I/P, II/P